# Macrobrachium intermedium
Macrobrachium intermedium är en kräftdjursart som först beskrevs av William Stimpson 1860.  Macrobrachium intermedium ingår i släktet Macrobrachium och familjen Palaemonidae. Inga underarter finns listade i Catalogue of Life.